# Rudzienko (województwo lubelskie)
Rudzienko – wieś w Polsce położona w województwie lubelskim, w powiecie lubartowskim, w gminie Michów.
W latach 1975–1998 miejscowość położona była w województwie lubelskim.
W miejscowości urodził się polski duchowny katolicki, biskup lubelski, Ryszard Karpiński.
Na terenie wsi utworzono dwa sołectwa Rudzienko I i Rudzienko II. Według Narodowego Spisu Powszechnego z roku 2011 wieś liczyła 433 mieszkańców.